# Amiibo
amiibo（アミーボ）は、任天堂より発売されているWii Uをはじめとするゲーム機用の周辺機器。内蔵のNFCチップが対応ゲームソフトと連動する。キャラクターフィギュア、あみぐるみ、カード型のものがある。

## 概要
本製品はベース部分にNFCチップが搭載されており対応機種のNFCリーダーにタッチすることでキャラクターがゲームに登場したり成長するなど、様々な形でゲームと繋がる。
この仕組みのものは「Toys to Life（おもちゃに命を吹き込む）」というジャンルに属し、同系統の先行事例としてアクティビジョンの『スカイランダーズ』、ディズニーの『ディズニー インフィニティ』などがあり、特にアメリカでは巨大な市場として確立している。
「amiibo」の名前の由来について、社長（当時）の岩田聡によると「amii」はフランス語で友達を表す「ami」から来ている。またあみぐるみ型、カード型amiiboについては一部のユーザーの間で「編ーボ」「紙ーボ」という呼び方がなされている。これについて岩田は「クリエイティブなアイディアに感動した」と述べている。

## 対応機種
Wii U、Newニンテンドー3DS、Newニンテンドー3DS LL、Newニンテンドー2DS LL、Nintendo Switch、Nintendo Switch 2は本体やコントローラーにNFCが搭載されている。Wii UはWii U GamePad、Newニンテンドー3DSとNew ニンテンドー2DS LLは下画面にNFCを内蔵。Nintendo SwitchとNintendo Switch 2はJoy-Con(R)やProコントローラーにNFCを内蔵している。
NFCを搭載していないニンテンドー3DSやニンテンドー3DS LL、ニンテンドー2DSでも別売りのニンテンドー3DS NFCリーダー/ライターを使うことでamiiboが使用できる。ニンテンドー3DS NFCリーダー/ライターは2015年7月30日に発売され、同日発売の『どうぶつの森 ハッピーホームデザイナー』とのセット販売も行われた。

## 連動
amiiboはNFCチップによってゲームと連動するが、連動は「よみかき」と「よみこみ」の2つに分かれる。また、amiiboは前述の先行事例のソフトとは異なり、1つのamiiboが複数のソフトで異なる連動要素が楽しめるのも特徴となっている。
よみかき
amiiboにプレイの結果を書き込む、逆に書き込んだデータをゲームに読み取らせることができる。ただし、amiibo1体につき、1つ分のデータしか書き込めない。ゲーム機の本体設定からデータは削除可能。データ書き込みの前には自動的にデータのバックアップが取られ、書き込みに失敗した場合は自動的に復元される。玩具のウィザードリングなどを使用するとよみかきの段階でamiiboの内臓データを破損させるリスクがあり、データ修復もゲーム機で可能である。
よみこむ
amiiboからデータを読み込み、ゲームに反映させる。ソフトから書き込みは行われず、「よみかき」でデータが書き込まれたamiiboでも複数のソフトをまたがって読み込める。

## タイプ
フィギュア型
北米では2014年11月、日本では12月に発売された『大乱闘スマッシュブラザーズ for Wii U』と同時発売。開発の際はほとんど手作業で作られており、一度マスターと呼ばれる原型を作った後に着色などのためにバラバラにして型を取るという手法が使われている。amiiboのパッケージは国際間で並行販売できるように英語などの言語も同時に記載されている。また、日本玩具協会のSTマークの取得はされていないが、子どもでも安全に遊べるよう安全規格や法律に照らし合わせた安全基準や試験が設けられている。
あみぐるみ型
日本では2015年7月に『ヨッシー ウールワールド』と同時発売。他のamiiboとは異なり毛糸でできている。任天堂企画開発部の渡辺恵末が毛糸のヨッシーを自作したことが発端で商品化に至った。
カード型
スタンダードサイズやポーカーサイズと呼ばれる、3.5インチ×2.5インチの大きさのカード。
日本では2015年7月に『どうぶつの森 ハッピーホームデザイナー』と同時発売。カード型にすることで納期の短縮やコストの削減が図られている。同系統の商品にカードeがあり、『どうぶつの森 ハッピーホームデザイナー』は過去に『どうぶつの森シリーズ』がカードeに対応していたことやキャラクターの種類が豊富なことからカード型amiiboの採用を決めている。
スカイランダーズ対応フィギュア
アクティビジョンのフィギュアを使用するゲーム『スカイランダーズ』に対応したフィギュアで、台座を動かすことでamiiboとしても使用が可能。日本国内未発売。
お菓子の外箱
米国のケロッグが『スーパーマリオ オデッセイ』とコラボレーションして、発売されたお菓子の外箱に、カード型と同様にNFCタグが埋め込まれており、対応するゲームで読み込むとマリオとして扱われる。日本国内未発売。
パワーアップバンド
ユニバーサル・スタジオ・ジャパン内のテーマパーク「スーパー・ニンテンドー・ワールド」のみで販売の、マリオシリーズのキャラクターがモチーフとなった腕時計型バンド。対応するキャラクターのamiiboとして使用可能（Nintendo Switchのみ連動しており、Wii Uや3DSには非対応）。
つみき
任天堂が2025年8月26日から展開予定である小さな子供向けの商品シリーズ「マイマリオ」の「つみきマリオ」のキャラクターのつみきは、それぞれのキャラクターに対応するamiiboとしても使用できる。

## 販売
キャンペーン
2016年1月28日以降にフィギュア型のamiiboを購入すると「ミニマリオ & フレンズ amiiboチャレンジ」のダウンロード番号が貰えるキャンペーンが行われた。そのアプリは同年4月からマイニンテンドーポイントプログラムでも提供され、同年10月から無償提供が開始した。
販売実績
任天堂によると2015年度第3四半期末時点でフィギュア型は全世界合計約3,100万体、カード型は約2,150万枚を出荷している。また、2015年11月時点で米国でのamiiboフィギュアの累計販売数は1,100万体を突破している（内2015年11月に120万体以上を販売）。社長の君島達己はこの売上を受けて、amiiboをゲームソフト開発の柱のひとつにする方針を掲げている。
2015年9月末までの累計販売ランキングで日本はどうぶつの森 amiiboカード、米国・欧州ではリンクが1位となっており、『スプラトゥーンシリーズ』のamiiboは日本国内だけで100万体近くを販売している。君島は日本はマリオ・スプラトゥーン、欧米ではリンクがランキング上位に名を連ねており、地域ごとに販売傾向に差があると述べている。
品薄問題
2014年の発売直後、一部のフィギュアについては各地で品切れが発生し、一部店舗では、「お一人様各種一体まで」と購入制限され、インターネットオークションなどでは高額転売がなされる事態となった。任天堂は品薄になった理由について、「組立工程が細かく手作業が含まれ生産から出荷に数か月を要するから」としている。同時に任天堂は短期間で品薄になった一部のamiiboなどについては追加生産を検討するとし、実際に2015年の5月、7月、11月と複数回再出荷のアナウンスがなされた。また、『スプラトゥーンシリーズ』のトリプルセットといった一部の商品ラインナップは今後も追加出荷を行わないと発表した。

## ラインナップ

### その他
Skylanders SuperChargers Series
- Turbo Charge Donkey Kong
- Hammer Slam Bowser

Delicious amiibo
- Mario

## 対応ゲームソフト
対応するamiiboは公式の対応表を参照のこと。

### Wii U
マリオカート8
読み込んだamiiboのキャラクターにちなんだレーシングスーツが入手できる。
ゼルダ無双
「リンク」「トゥーンリンク」を読み込むとリンクの新規武器「スピナー」を入手できる。また、ゼルダの伝説シリーズのキャラクターのamiiboを読み込むと各キャラクターの武器が、それ以外のamiiboを読み込むと武器、素材、ルピー（通貨）がランダムで手に入る。
進め! キノピオ隊長
「キノピオ」を読み込むとステージ中にドットのキノピオが隠れ、ドットのキノピオをつかまえる「かくれんぼ」が遊べるようになる。
大乱闘スマッシュブラザーズ for Wii U
読み込んだamiiboのキャラクターがフィギュアプレイヤーとしてゲームに登場。育成したり、戦わせたりすることができる。
タッチ!カービィ スーパーレインボー
「カービィ」「デデデ」「メタナイト」を読み込むと、カービィがパワーアップする。
マリオパーティ10
amiiboパーティが遊べる。
タッチ!amiibo いきなりファミコン名シーン
ファミリーコンピュータ、スーパーファミコンの名シーンが遊べる。
スプラトゥーン
「ガール」「ボーイ」「イカ」を読み込むと、お題「チャレンジ」がスタートし、クリアするとブキやギア（装備品）が手に入る。
「アオリ」「ホタル」を読み込むと、ハイカラシティの広場がフェス開催中の状態となり、アオリ、ホタルのライブが視聴できる。
ヨッシー ウールワールド
「あみぐるみヨッシー」を読み込むと、同時に2人のヨッシーが操作可能になり、お気に入りの柄をかきこむことができる。それ以外のamiiboを読み込むと、ヨッシーの柄が変化する。
スーパーマリオメーカー
マリオがamiiboのドットキャラクター「キャラマリオ」に変身することができる。
どうぶつの森 amiiboフェスティバル
読み込んだamiiboのキャラクターになって「どうぶつの森すごろく」をプレイでき、またamiiboカードを使って遊ぶミニゲームも収録している。
太鼓の達人 あつめて★ともだち大作戦!
楽曲、「きせかえスタジオ」背景、「きせかえ」が手に入る。
マリオテニス ウルトラスマッシュ
読み込んだamiiboのキャラクターがテニスコート上に登場。育成したり、ダブルスを組んだりすることができる。
ミニマリオ & フレンズ amiiboチャレンジ
amiiboを読み込むと、対応したトイキャラクターが登場する。
ゼルダの伝説 トワイライトプリンセス HD
「ウルフリンク」を読み込むと、新しいダンジョンに挑戦できる。また、書き込んだデータの一部を『ゼルダの伝説 ブレス オブ ザ ワイルド』に引き継ぐことができる。
ポッ拳 POKKÉN TOURNAMENT
「amiiboカード ダークミュウツー」を読み込むと、ダークミュウツーが使用可能になる。
その他のamiiboを読み込むと、アバターアイテムや「称号」などが手に入る。
スターフォックス ゼロ
「フォックス」を読み込むと、自機のアーウィンがスーパーファミコン版『スターフォックス』のものをモチーフにした「アーウィンFX」に変化し、敵機を追尾しないチャージ弾を発射できるようになる。
「ファルコ」を読み込むと、自機のアーウィンが「ブラックアーウィン」に変化し、最初からターゲット２つをロックオンできるが、耐久力が下がる。
スターフォックス ガード
「フォックス」「ファルコ」を読み込むと、アーウィンに搭乗した「スターフォックス」チームがステージ上の敵ロボット達を一掃する。
ショベルナイト
「ショベルナイト」を読み込むと、新しいコースが遊べたり、同時に2人操作可能になる。
また、カスタマイズしたデータをamiiboに書き込むことができる。
マリオ&ソニック AT リオオリンピック
「マリオ」「ソニック」を読み込むと、それぞれのamiiboに対応したリーグ戦が開幕する。
ゼルダの伝説 ブレス オブ ザ ワイルド
『ゼルダの伝説』シリーズ関連のamiiboを読み込むと、様々なアイテムが手に入る。また、「ウルフリンク」を読み込むと、ウルフリンクが登場し冒険のパートナーとなる。

### ニンテンドー3DS
大乱闘スマッシュブラザーズ for Nintendo 3DS
Wii U用ソフト『大乱闘スマッシュブラザーズ for Wii U』と同様。
ワンピース 超グランドバトル! X
読み込んだamiiboのキャラクターをデザインしたコラボコスチュームが手に入る。
エースコンバット 3D クロスランブル+
読み込んだamiiboのキャラクターをデザインしたカラーリングが手に入る。
ゼノブレイド（Newニンテンドー3DS専用）
「シュルク」を読み込むとトークンが手に入る。
GIRLS MODE 3 キラキラ☆コーデ
イベントにクリアすることで、読み込んだamiiboのキャラクターにちなんだ衣装が手に入る。
Code Name: S.T.E.A.M. リンカーンVSエイリアン
読み込んだamiiboのキャラクターがミッションに参加する。
ファイアーエムブレムif
読み込んだamiiboのキャラクターがゲームに登場。そのキャラクターと会話をしたり闘うことができる。
どうぶつの森 ハッピーホームデザイナー
読み込んだamiiboのキャラクターがゲームに登場。プレイヤーはキャラクターの要望に沿って部屋のコーディネートを提案する。
カタチ新発見! 立体ピクロス2
読み込んだamiiboのキャラクターをモチーフにしたパズルが登場する。
なげなわアクション!ぐるぐる!ちびロボ!
コースクリア時に「ちびロボ」のamiiboを読み込むとパワーアップする。ちびロボ以外のamiiboを読み込ませると特別なポーズのフィギュアなどが手に入る。
マリオ&ルイージRPG ペーパーマリオMIX
戦闘で使用できる強力な「キャラクターカード」が作成できる。
ゼルダ無双 ハイラルオールスターズ
Wii U用ソフト『ゼルダ無双』と同様。
ミニマリオ & フレンズ amiiboチャレンジ
Wii U用ソフト『ミニマリオ & フレンズ amiiboチャレンジ』と同様。
マリオ&ソニック AT リオオリンピック
「マリオ」「ソニック」のamiiboを読み込むとスーツがパワーアップする。
ロックマン クラシックス コレクション
「ロックマン」のamiiboを読み込むとチャレンジモードに新たなステージが追加される。
星のカービィ ロボボプラネット
amiiboを読み込むとカービィがコピー能力を手に入れる。
ショベルナイト
「ショベルナイト」を読み込むと、新しいコースが遊べる。
また、カスタマイズしたデータをamiiboに書き込むことができる。
メトロイドプライム フェデレーションフォース、メトロイドプライム ブラストボール
「サムス」「ゼロスーツサムス」を読み込むと、特別なデザインのメックペイントが手に入る。
蒼き雷霆 ガンヴォルト 爪
「ショベルナイト」を読み込むと、ゲーム内のボスとしてショベルナイトが登場する。
モンスターハンター ストーリーズ
『モンスターハンター ストーリーズシリーズ』のamiiboを読み込むと、特別なオトモンが手に入る
マリオパーティ スターラッシュ
読み込んだamiiboのキャラクターがゲームに登場。プレイヤーのパートナーとなり、様々な手助けをしてくれる。
とびだせ どうぶつの森 amiibo+（『とびだせ どうぶつの森』Ver1.4以降）
ゆうたろうが、読み込んだamiiboのキャラクターの姿に変身し、願いごとをきいてくれる（家具などが貰える・引っ越し提案が出来る・キャンピングカーがデザインされたカードならキャンピングカーが来るなど）。
Miitopia
読み込んだamiiboのキャラクターの衣装が貰える。既に読み込んだamiiboや未対応のamiiboからはゲーム券が貰える。
ポチと! ヨッシー ウールワールド
「あみぐるみポチ」を読み込むと、ステージ内にポチが現れ、ヨッシーを背中に乗せてサポート。「あみぐるみヨッシー」を読み込むともう1人のヨッシーが現れ同時に動かせる。他の対応amiiboを読み込むとキャラクターに応じたデザインのヨッシーが使用可能になる。
さよなら! ハコボーイ!
「キュービィ」を読み込むと、仲間キャラクター「キューシィ」のコスチュームを入手できる。また、『星のカービィ』シリーズ関連のamiiboを読み込むと、キュービィの姿をそれぞれのキャラクターを模した姿に変更できる。
マリオスポーツ スーパースターズ
「マリオスポーツ スーパースターズ」のカードを読み込むと通常では入手が難しい「スターキャラ」を使えるようになる。
みんなで!カービィハンターズZ
amiiboを読み込むと、カケラが手に入る。
ファイアーエムブレム Echoes もうひとりの英雄王
「アルム」「セリカ」を読み込むと、新しいダンジョンに挑戦できる。
カービィのすいこみ大作戦
「星のカービィシリーズ」のamiiboを読み込むと、特別な像が飾られBGMが変化する。
Hey! ピクミン
「ピクミン」を読み込むと冒険中にピクミンを呼び出すことができる。「ピクミン＆オリマー」、スーパーマリオシリーズ、どうぶつの森シリーズ、スプラトゥーンシリーズのamiiboを読み込むと、タッチしたキャラのamiiboが登場しキラキラエネルギーがたまる。
メトロイド サムスリターンズ
「サムス（スマブラ）」「ゼロスーツサムス」「サムス（メトロイド）」「メトロイド」を読み込むと、高難易度モードやサウンドテストなどが使えるようになる。
ファイアーエムブレム無双（Newニンテンドー3DS専用）
ファイアーエムブレムシリーズのキャラクターを読み込むと武器や素材が手に入る。
マリオ&ルイージRPG1 DX
マリオシリーズのキャラクターを読み込むとゲーム本編で使えるアイテムが手に入る。
Girls Mode 4 スター☆スタイリスト
対応するキャラクターを読み込むと特別なデザインの型紙とエンブレムが手に入る。
カービィ バトルデラックス!
バトルで使える特別な着せ替えが手に入る。
マリオパーティ100 ミニゲームコレクション
対応するキャラクターのamiiboをタッチするとゲームオーバーからのコンティニューや特定のマスでボーナスコインが手に入ったりする。
名探偵ピカチュウ
同時発売の名探偵ピカチュウのamiiboをタッチすると、ピカチュウのさまざまなイベントシーンをすべてチェックできる。
進め!キノピオ隊長
キノピオのamiiboをタッチすると、無敵キノコを入手できる。『スーパーマリオ オデッセイ』のamiiboをタッチすると、『スーパーマリオ オデッセイ』のコースを本編クリア前に遊ぶことができる。(Wii U版の「かくれんぼ」は最初から遊ぶことができる。)
メイド イン ワリオ ゴージャス
ワリオがamiiboを見ながら絵を描き、その絵を買い取ってもらうことで、ゲーム内で使用できるコインが手に入る。
ルイージマンション
ルイージ、マリオ、キノピオ、テレサのamiiboをタッチすると体力を回復したり、敵の隠れている場所がわかるようになる。
マリオ&ルイージRPG3 DX
マリオシリーズのキャラクターを読み込むとゲーム本編で使えるアイテムが手に入る。
毛糸のカービィ プラス
カービィシリーズのキャラクターを読み込むととくべつなぼうしをかぶり、「さいほう能力」を持った姿にいつでも変身できるようになる。

### Nintendo Switch
ゼルダの伝説 ブレス オブ ザ ワイルド
Wii U版と同様。
マリオカート8 デラックス
Wii U用ソフト『マリオカート8』と同様。
ショベルナイト
Wii U版と同様。
スプラトゥーン2
スプラトゥーンシリーズのamiiboを読み込むと、キャラクターが「サポーター」として出現し、ギアの組み合わせを記録するなどの手助けをする。
蒼き雷霆 ガンヴォルト 爪
3DS版と同様。
ポッ拳 POKKÉN TOURNAMENT DX
Wii U用ソフト『ポッ拳 POKKÉN TOURNAMENT』と同様。
ファイアーエムブレム無双
New 3DS版と同様。
スーパーマリオ オデッセイ
各国にいる「amiiboおじさん」からパワームーンのヒントがもらえる。特別な衣装がもらえるamiiboもある。
マリオ+ラビッツ キングダムバトル
マリオ、ルイージ、ピーチ、ヨッシーのamiiboをタッチするとそれぞれ専用の武器が手に入る。
The Elder Scrolls V: Skyrim
ゼルダの伝説シリーズのamiiboを読み込むと宝箱にゼルダの伝説シリーズの衣装や装備が追加される。
ベヨネッタ2
ゲーム内の通貨やアイテム、特別なコスチュームや武器が手に入る。
星のカービィ スターアライズ
アイテムの入った宝箱が出現する。
ゼルダ無双 ハイラルオールスターズ DX
Wii U用ソフト『ゼルダ無双』、3DS用ソフト『ゼルダ無双 ハイラルオールスターズ 』と同様。
ロックマン クラシックス コレクション・ロックマン クラシックス コレクション2
3DS版と同様。
進め! キノピオ隊長
3DS版と同様。
ロックマン11 運命の歯車!!
ロックマンのamiiboを読み込むと便利なアイテムの入手率が上がる。
スーパー マリオパーティ
プレイヤーキャラクターのamiiboをタッチすると、ゲーム内で使えるそのキャラクターの「シール」が手に入る。その他のamiiboをタッチするとゲーム内で使えるポイント「パリポ」が貰える。
DARK SOULS REMASTERED
太陽の戦士ソラールのamiiboを使用するとプレイヤーが「太陽賛美」のジェスチャーをする。
大乱闘スマッシュブラザーズ SPECIAL
3DS用ソフト『大乱闘スマッシュブラザーズ for 3DS』やWii U用ソフト『大乱闘スマッシュブラザーズ for Wii U』と同様にフィギュアプレイヤーが参加する。これらの2作から、フィギュアプレイヤーの育成度を引き継ぐこともできる。
ファイター以外のキャラのamiiboを読み込んだ場合、そのキャラと同じ「スピリット」（実装されていないものは同一シリーズにおけるスピリットのいずれかなど）が入手できる。
ディアブロIII
レア度が高いアイテムが手に入る。
ヨッシークラフトワールド
マリオシリーズのamiiboを読み込むと特別な「きせかえ工作」が手に入る。
実況パワフルプロ野球
対応するamiiboカードを読み込むと育成モード「トレジャー」で使えるアイテムを入手できる。
ファイアーエムブレム 風花雪月
ファイアーエムブレムシリーズのキャラクターを読み込むと特別な報酬やアイテムが手に入る。
スーパーカービィハンターズ
対応するキャラクターを読み込むと冒険に役立つアイテムが手に入る。
ゼルダの伝説 夢をみる島（Nintendo Switch版）
ゼルダの伝説シリーズのキャラクターをタッチすると自分の作ったパネルダンジョンのデータをamiiboに書き込み、別のユーザーに渡すことができ、またパネルダンジョンで使用できるアイテムが手に入る。
あつまれ どうぶつの森
対応するキャラクターを読み込むとキャラクターを呼び出すことができるが読み込む場所によって得られる機能が異なる。
タヌポートで読み込んだ場合はキャンプサイトにキャラクターを招待でき、撮影スタジオで読み込んだ場合はそのキャラクターが撮影に協力してくれ、ポスターが手に入る。
またVer2.0.0から追加された喫茶 ハトの巣で読み込んだ場合には、キャラクターがハトの巣に訪れてくれる。
追加コンテンツ『ハッピーホームパラダイス』では、対応するキャラクターの別荘づくりが行える。
eBASEBALLパワフルプロ野球2020（Nintendo Switch版）
ゲーム内のアイテムを入手できる。
ゼルダ無双 厄災の黙示録
対応するamiiboを読み込むと、武器や防具、食料などが手に入る。
サイバーシャドウ（Nintendo Switch版）
対応するamiiboを読み込むと、妖精になったキャラクターがプレイヤーの後をついてきてサポートをする。
スーパーマリオ 3Dワールド + フューリーワールド
どちらのモードでもゲーム内のパワーアップアイテムが入手できる。『フューリーワールド』では、クッパのamiiboを読み込むとフューリーモードが強制起動する。
モンスターハンターライズ（Nintendo  Switch版）
対応するamiiboを使用すると、それに応じた特別な重ね着装備を入手できる。また、全てのamiiboで福引に挑戦できる。
Miitopia
3DS版と同様。
モンスターハンターストーリーズ2 〜破滅の翼〜（Nintendo Switch版）
対応するamiiboを読み込むと、それに応じた特別な重ね着装備を入手できる。また、全てのamiiboで1日10回アイテムを入手することができる。
ゼルダの伝説 スカイウォードソード HD
ゼルダ&ロフトバードのamiiboを読み込むと、どこでも大地と空を行き来できるようになる。
遊戯王ラッシュデュエル 最強バトルロイヤル!!
対応するamiiboカードを読み込むと、カードのキャラクターに対応したデュエリストアバターやカスタムパーツが手に入る。
メトロイド ドレッド
メトロイドシリーズのamiiboを読み込むと、1日1回ミサイル残弾数の回復が行える。また、その中でもメトロイド ドレッドのamiiboを読み込むと冒険に役立つアイテムが入手できる（1回のみ）。
星のカービィ ディスカバリー
全てのamiiboで冒険に役立つアイテムを入手できる。また、特定のamiiboを読み込むとアイテムを多く入手できる。
eBASEBALLパワフルプロ野球2022（Nintendo Switch版）
ゲーム内のアイテムを入手できる。
ファイアーエムブレム無双 風花雪月
対応するamiiboを読み込むと、武器やアイテム、お金などが手に入る。
モンスターハンターライズ:サンブレイク（Nintendo Switch版）
『モンスターハンターライズ』と同様。
ゼノブレイド3
シュルクのamiiboを読み込むと、剣の見た目を変更することができる。また、全てのamiiboでアイテムを入手できる。
スプラトゥーン3
『スプラトゥーン2』と同様。
ファイアーエムブレム エンゲージ
ファイアーエムブレムシリーズのamiiboを読み込むと、特定の物と交換できるチケットが入手できる。
星のカービィ Wii デラックス
『星のカービィ ディスカバリー』と同様。
ゼルダの伝説 ティアーズ オブ ザ キングダム
『ゼルダの伝説』シリーズ関連のamiiboを読み込むと、様々なアイテムが手に入る。
モンスターハンター ストーリーズ
3DS版と同様。
パワフルプロ野球2024-2025（Nintendo Switch版）
ゲーム内のアイテムを入手できる。
ゼルダの伝説 知恵のかりもの
『ゼルダの伝説』シリーズ関連のamiiboを読み込むと、様々なアイテムが手に入る。

### Nintendo Switch 2
ストリートファイター6
衣装、ボタン設定等を保存できる。壁紙やフォトフレームがもらえるamiiboもある。
ドンキーコング バナンザ
地形の破片が出現する。特別な衣装がもらえるamiiboもある。